# Eremitalpa granti
Eremitalpa granti — вид золотого крота. Це єдиний представник роду Eremitalpa.

## Морфологія
Як і всі інші златокроти, статура цих тварин схожа на кротів, хоча вони не є близькими родичами і пристосовані до життя, пов’язаного з копанням. На відміну від більшості інших видів свої родини, вони мають по три кігті. Хвіст фізично не видно, вушних раковин немає, очі покриті шерстю, а в роті є шкіряста подушечка, яка також служить для копання. Золотокроти Гранта мають довге шовковисте хутро, яке сіре у дитинчат і піщане у літніх тварин. Маючи довжину від 7,5 до 9 см і вагу від 15 до 25 г, це найменший представник свого виду.

## Географічне поширення та середовище проживання
Золотий кріт Гранта мешкає на західному узбережжі Південної Африки та на південному заході Намібії. Його природне місце проживання — сухі місцевості, переважно піщані пустелі.

## Дієта та соціальна поведінка
На відміну від багатьох інших золотих кротів, золотий кріт Гранта рідко будує тривалі тунелі. Він «плаває» по піску прямо під або на поверхні під час пошуку їжі. Це переважно нічна тварина, яка вдень відпочиває в невеликих печерах під рослинами. Це одиночна тварина, площа витоптаних угідь складає в середньому 4,6 га. Під час пошуку їжі вночі тварина по черзі переміщається над поверхневим піском, занурюючи голову в субстрат (виявляючи низькочастотні коливання в землі), і «пливе» крізь пісок.
Крім термітів (які становлять більшу частину його їжі) та інших безхребетних, його раціон також складається з рептилій, таких як сцинки.